# Sarkadi (kistérség)
Sarkadi Kistérség is een voormalige kistérség in het Hongaarse comitaat Békés. Sarkadi telde 24.409 inwoners in 2007.